# Тобонсан (станция метро)
«Тобонсан» (кор. 도봉산역) — пересадочная наземная станция Сеульского метро на Первой (локального и экспресс сообщения) и Седьмой линиях; самая северная станция в Сеуле. Она представлена 4 платформами (две островные для Первой линии, две боковые — Седьмой). Станция на 1 линии обслуживается корпорацией железных дорог Кореи (Korail), на 7 линии — корпорацией SMRT (Seoul Metropolitan Rapid Transit Corporation). Расположена в квартале Тобон-дон района Тобонгу города Сеул (Республика Корея). На станции установлены платформенные раздвижные двери.
Пассажиропоток — на 1 линии 11 897 чел/день, на 7 линии 20 537 чел/день (на 2012 год).
Первая линия Сеульского метрополитена 2 сентября 1986 года была продлена на 7,9 км — участок Чандон—Хверён и открыто 5 станций (Хверён, Манвольса, Тобонсан, Тобон, Панхак). Станция на Седьмой линии была открыта 11 октября 1996 года в составе первой очереди Седьмой линии — участка Джангам—Университет Конкук длиной 19 км и 19 станций (Jangam 709, Dobongsan, Suraksan, Madeul, Nowon, Junggye, Hagye, Gongneung, Taereung, Meokgol, Junghwa, Sangbong, Myeonmok, Sagajeong, Yongmasan, Junggok, Gunja, Children's Grand Park, Konkuk Univ 727).
|                                |
| платформы станции Первой линии |